# R盐
R盐（TNX，六氢-1,3,5-三亚硝基-1,3,5-三嗪）是一种有机化合物，感度略低于其它同等获取难度的爆炸品。它的结构和具有硝胺基团的RDX相似，它也是RDX爆炸的产物之一。R盐可由乌洛托品和亚硝酸在酸催化下反应制得。